# Propedies bilobus
Propedies bilobus är en insektsart som först beskrevs av Giglio-tos 1897.  Propedies bilobus ingår i släktet Propedies och familjen gräshoppor. Inga underarter finns listade i Catalogue of Life.